# Proszowicki
Proszowicki là một huyện thuộc tỉnh Małopolskie của Ba Lan. Huyện có diện tích 415 km². Đến ngày 1 tháng 1 năm 2011, dân số của huyện là 43406 người và mật độ 105 người/km².